# Предвиђени елементи Дмитрија Мендељејева
Када је Дмитриј Иванович Мендељејев радио периодни систем хемијских елемената, оставио је места за тада непознате елементе којима је и предвидео њихова карактеристична својства. Ово су предвиђени елементи Дмитрија Мендељејева или Мендељејвљеви предвиђени хемијски елементи, а привремено их је назвао користећи префиксе ека-, дви- и три- из санскрта, који су означавали колико су места удаљени од постојећих елемента са сличним својствима.
За четири таква елемента лакша од лантаноида: ека-алуминијум (El), ека-бор (Eb), ека-манган (Em) и ека-силицијум (Es), предвиђена својства су се добро слагала са својствима галијума, скандијума, технецијума и германијума, елемената који су накнадно попунили места која је Мендељејев предвидио.

## Ека-бор и скандијум
Скандијум је као оксид изолирао Ларс Фредрик Нилсон у пролеће 1879. године. Сличност је препознао Пер Теодор Клеве, који је касније те године обавестио Мендељејева. Мендељејев је за екабор предвидио атомску масу од 44, а атомска маса скандијума је 44,955910.

## Ека-манган и технецијум
Технецијум су изоловали Карло Перијер и Емилио Сегре године 1937, дуго након Мендељејевљеве смрти, на узорцима молибдена који је био бомбардован језгрима деутеријума из Лоренсовог циклотрона. Мендељејев је за ека-манган предвидео атомску масу од 100, а атомска маса најтежег изотопа (технецијум-98) износи 97,907215.

## Ека-силицијум и германијум
Германијум је изолован 1882. и дао је најбољу потврду теорије у то доба због веће разлике својстава у односу на суседне елементе него што је она била код претходно откривених предвиђених елемената.
| Својство        | Ека-силицијум | Германијум |
| --------------- | ------------- | ---------- |
| атомска маса    | 72            | 72,59      |
| густоћа (г/цм3) | 5,5           | 5,35       |
| талиште (°C)    | високо        | 947        |
| боја            | сива          | сива       |